# Anthony Sweeney
Anthony John Sweeney (ur. 20 maja 1938) – brytyjski judoka. Olimpijczyk z Tokio 1964, gdzie zajął jedenaste miejsce w wadze ciężkiej.
Uczestnik mistrzostw świata w 1961 i 1965. Brązowy medalista mistrzostw Europy w 1961, 1963, 1964 i 1965 roku. 

## Letnie Igrzyska Olimpijskie 1964
| Konkurencja | Eliminacje            | Eliminacje                  | Klas. końcowa |
| Konkurencja | Przeciwnik I          | Przeciwnik II               | Miejsce       |
| ----------- | --------------------- | --------------------------- | ------------- |
| +80 kg      | George Harris (USA) P | Parnaoz Czikwiladze (URS) P | 11.           |